# Alberto Demiddi
Alberto Demiddi (11. april 1944 - 25. oktober 2000) var en argentinsk roer, dobbelt olympisk medaljevinder.
Demiddi vandt bronze i singlesculler ved OL 1968 i Mexico City, og sølv i samme disciplin ved OL 1972 i München. Han deltog også i disciplinen ved OL 1964 i Tokyo, hvor han sluttede på fjerdepladsen.
Gennem karrieren vandt Demiddi guld i singlesculler både ved VM og EM i roning (der på daværende tidspunkt var åbent også for ikke-europæere.

## OL-medaljer
- 1968:  Bronze i singlesculler
- 1972:  Sølv i singlesculler